# Локомотив (футбольный клуб, Петрозаводск)
«Локомотив» — советский и российский футбольный клуб из Петрозаводска. Лучшее достижение — 10-е место в 1950 г. в классе «Б». Обладатель кубка союзной Карело-Финской ССР по футболу (1951).

## История
В 1921 году в городе Петрозаводске была открыта железнодорожная спортивная площадка около вокзала, на новой площадке был проведён футбольный матч между командами железнодорожного кружка и 1-й финской спортсекции. Команда железнодорожников Петрозаводска участвовала в розыгрышах первенств Петрозаводска и Карелии, участковых железнодорожных соревнованиях, первенстве Кировской железной дороги по футболу. В 1936 году футбольный клуб железнодорожников получил наименование «Локомотив»..
Команда железнодорожников участвовала в первенстве города Петрозаводска и Автономной Карельской ССР.
7 августа 1938 г. «Локомотив» на своем стадионе в Петрозаводске провёл товарищеский матч с командой ЛОС (Ленинградский облсуд), проиграв со счетом 0:7.
30 июля 1939 г. «Локомотив» встречался на стадионе «Локомотив» в Петрозаводске с командой «Темп» (Ленинград), встреча окончилась со счетом 1:3.
В 1950 г. была сформирована команда мастеров, главным тренером был Палыска, Николай Осипович

### Результаты в Кубке СССР
- Кубок СССР по футболу 1950
  - 1/64 финала

| Дата       | Команда 1             | Счёт | Команда 2                |
| ---------- | --------------------- | ---- | ------------------------ |
| 28.09.1950 | Металлург (Запорожье) | 5:0  | Локомотив (Петрозаводск) |

- Кубок СССР по футболу 1951
  - 1/32 финала

| Дата       | Команда 1                | Счёт | Команда 2        |
| ---------- | ------------------------ | ---- | ---------------- |
| 15.08.1951 | Локомотив (Петрозаводск) | 0:11 | Динамо (Тбилиси) |

- Кубок Карело-Финской ССР по футболу
  - Обладатель (1) — 1951.
  - Финалист (2) — 1948, 1949.
- Чемпионат Карело-Финской ССР по футболу
  - Серебряный призер (4) — 1948, 1949, 1950, 1953.

В настоящее время ФК «Локомотив» участвует в чемпионате и кубке Петрозаводска.

## Названия
- Команда железнодорожников (1921—1936 годы)
- Локомотив (с 1936 года)
- Локомотив-ТЧ24 (в 2001 г.)

## Стадион
В 1938 году рядом с парком Железнодорожников построен стадион «Локомотив», на котором выступала команда. В 1954 году в связи со строительством дороги стадион был ликвидирован. В 1968—1970 годах был сооружен новый стадион «Локомотив» на улице Муезерской.
В настоящее время в неудовлетворительном состоянии, имеются планы его реконструкции.